# Götaland (Schiff)
Die Götaland war ein Eisenbahnfährschiff, das fast 20 Jahre auf der Königslinie zwischen Sassnitz und Trelleborg eingesetzt wurde.

## Geschichte

### Götaland
Am 5. Oktober 1972 lief die damals größte Eisenbahnfähre (Länge 149,10 Meter) auf der Nakskov Skibsværft in Nakskov vom Stapel. Auftraggeber war der Fährbetrieb der Schwedischen Staatsbahnen (Statens Järnvägars Färjedriften). Sie war vorrangig zum Transport von Eisenbahngüter- und Lastkraftwagen konzipiert worden. Am 18. April 1973 wurde sie an den Auftraggeber übergeben; für ihren Dienst auf der Königslinie war sie am 26. April 1973 einsatzbereit. Die erste planmäßige Fahrt zwischen Trelleborg und Sassnitz (damals Saßnitz) war am 1. Mai 1973, von da an pendelte als Güterfähre auf dieser Strecke. Von 1977 bis 1981 war sie Ersatzfähre, danach diente sie wieder als Hauptgüterfähre.
Im Jahr 1992 wurde sie auf der Öresundsvarvet in Landskrona umgebaut, dabei wurde das Deckshaus um 2,7 Meter angehoben. Somit entstand Platz für ein zusätzliches Autodeck für 35 PKW, die Passagierkapazität erhöhte sich von 36 auf 400 Personen. Sie diente fortan als Kombifähre für Passagiere und Güter. Eigentümer war nun SweFerry AB, eine Tochter der Schwedischen Staatsbahnen.
Von November 1993 bis Februar 1994 wurde die Fähre erneut auf der Öresundsvarvet umgebaut, dabei wurde eine 33,6 Meter lange Mittelsektion eingefügt. Außerdem wurden auf der Steuerbordseite eine Seitenrampe zur Beladung des Hauptdecks und 42 Doppelkabinen eingebaut. Die Gesamtlänge des Schiffs wuchs dadurch auf 183 Meter. Bis Juni 1994 war sie wieder auf der Königslinie im Einsatz.

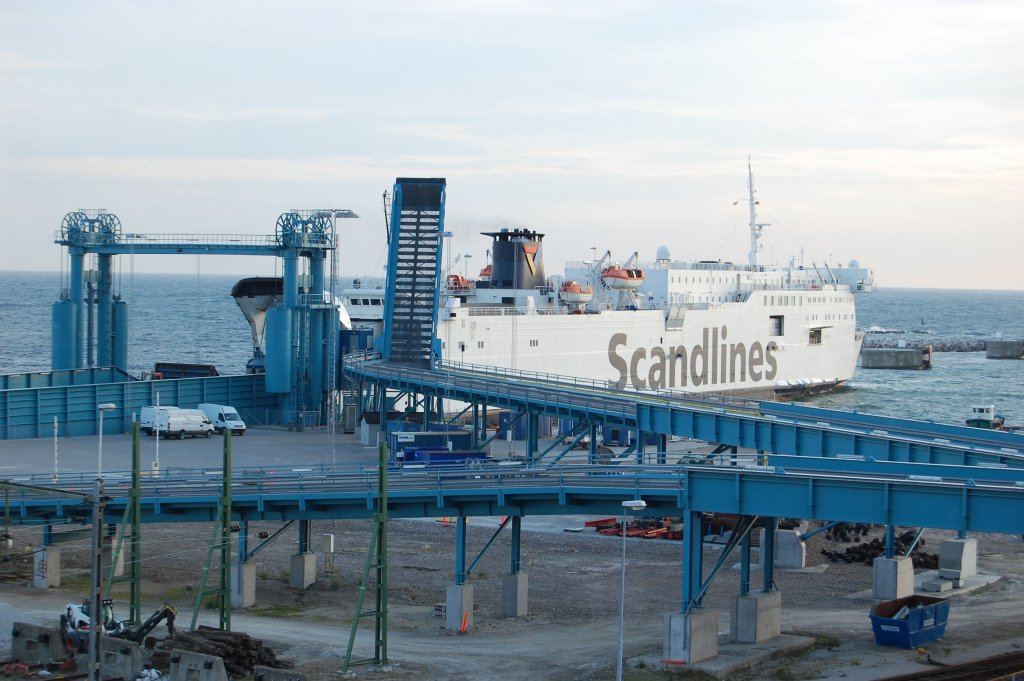
Die Götaland in Trelleborg 2007

Von Juni 1994 bis August 1998 war sie auf der neugeschaffenen Fährverbindung Rostock–Trelleborg im Dienst, danach kam sie auf der Route Travemünde–Trelleborg zum Einsatz. Im Jahr 2000 kam SweFerry zu Stena Line, welche die Fähre bei ihrer Tochter Scandlines AB einordnete. Im Januar 2010 wurde sie an TT-Line verchartert, blieb aber weiterhin auf der gleichen Strecke im Einsatz.

### Apollonia
Im Frühjahr 2010 wurde sie an die VG Transport Terminal Company in Moskau verkauft und dem Management der Moskauer Reederei Anship unterstellt. Am 22. September 2010 verließ das Schiff zum letzten Mal den Heimathafen Trelleborg, wurde am 24. September unter die litauische Flagge gebracht und in Klaipėda aufgelegt. Im Dezember 2010 wurde sie in Apollonia umbenannt, Heimathafen war nun Basseterre (St. Kitts und Nevis). Im Jahr 2011 kam sie unregelmäßig zwischen Baltijsk und Sassnitz zum Einsatz. Danach wurde sie vor Baltijsk, später in Klaipėda aufgelegt.
Im Februar 2012 wurde sie an die zur Reederei Anship gehörende Gesellschaft Sireny Management in Giurgiulești verkauft und trug die Flagge der Republik Moldau. Im März 2012 verließ die Fähre die Ostsee für immer in Richtung Sewastopol, wo sie eine Zeit aufgelegt wurde. Im Jahr 2012 kam sie kurzzeitig zwischen Mersin (Türkei) und Port Said (Ägypten) zum Einsatz.
Im April 2013 wurde sie erneut verkauft und kam am 23. Mai 2013 in Aliağa (Türkei) an, wo sie verschrottet wurde.

## Ausstattung
Die Götaland verfügte über ein Eisenbahndeck mit fünf Gleisen und einer Gesamtgleislänge von 568 Metern (nach dem Umbau 811 Meter), welches auch für Straßenfahrzeuge genutzt wurde. Die Eisenbahnfahrzeuge fuhren durch eine Heckrampe ein und aus, die Straßenfahrzeuge zusätzlich über eine Rampe am Heck und an der Steuerbordseite. Die Fähre war zuletzt für 400 Passagiere zugelassen. Das Schiff wurde von zwei Dieselmotoren mit zusammen 14.000 PS mit zwei Propellern angetrieben. Außerdem verfügte es über zwei Bugstrahlruder und ein Bugruder für die Rückwärtsfahrt.